# Passiflora mucugeana
Passiflora mucugeana är en passionsblomsväxtart som beskrevs av T.S.Nunes och L.P.Queiroz. Passiflora mucugeana ingår i släktet passionsblommor, och familjen passionsblomsväxter. Inga underarter finns listade i Catalogue of Life.